# Baryceros sibine
Baryceros sibine là một loài tò vò trong họ Ichneumonidae.